# باشگاه فوتبال بادران
باشگاه فوتبال بادران شهریار یکی از باشگاه‌های فوتبال ایرانی بود که در شهریار قرار داشت و زیر نظر شرکت شبکه‌ای بادران گستران فعالیت می‌کرد.
این تیم در فصل ۹۵–۱۳۹۴ با خرید سهمیه لیگ دسته دومی ایران جوان خورموج پای به عرصه فوتبال ایران گذاشت و هنگامی که از صعود به لیگ آزادگان بازماند، یک بار دیگر با خرید امتیاز باشگاه فوتبال پارسه در سال ۱۳۹۵ به لیگ آزادگان ایران صعود کرد. این تیم همچنین در سال ۱۴۰۰ تنها به دلیل تفاضل گل کمتر نسبت به تیم‌های هم امتیازش نتوانست به لیگ برتر خلیج فارس صعود کند و بعد از اتمام لیگ این تیم منحل شد، ولی یک تیم دیگر در لیگ دسته سوم جایگزین باشگاه بادران شهریار شدند.

## مربیان
- احمد سنجری (مرداد ۱۳۹۴ - آذر ۱۳۹۴)
- محمد ربیعی (آذر ۱۳۹۴ - خرداد ۱۳۹۵)
- اکبر میثاقیان (خرداد ۱۳۹۵ - آذر ۱۳۹۵)
- محمد ربیعی (آذر ۱۳۹۵-خرداد ۱۳۹۷)
- مهدی پاشازاده (خرداد ۱۳۹۷-آبان ۱۳۹۷)
- فرشید استحقاری (موقت) (آبان ۱۳۹۷-بهمن ۱۳۹۷)
- فرهاد کاظمی (بهمن ۱۳۹۷-آذر ۱۳۹۹)
- محسن عاشوری (آذر ۱۳۹۹-خرداد ۱۴۰۰)
- امیدرضا روانخواه (خرداد ۱۴۰۰)

## نتایج
| فصل     | لیگ         | رتبه       | جام حذفی              | توضیحات                   |
| ------- | ----------- | ---------- | --------------------- | ------------------------- |
| ۹۵–۱۳۹۴ | لیگ دو      | سوم گروه ب | مرحله یک‌شانزدهم نهایی | با خرید امتیاز، صعود کرد. |
| ۹۶–۱۳۹۵ | لیگ آزادگان | پنجم       | مرحله دوم             |                           |
| ۹۷–۱۳۹۶ | لیگ آزادگان | پنجم       | مرحله یک‌‌‌هشتم نهایی    |                           |
| ۹۸–۱۳۹۷ | لیگ آزادگان | هفتم       | مرحله سوم             |                           |
| ۹۹–۱۳۹۸ | لیگ آزادگان | پنجم       | مرحله یک‌شانزدهم نهایی |                           |
| ۰۰–۱۳۹۹ | لیگ آزادگان | سوم        | مرحله سوم             |                           |